# Upad pokładu
Upad pokładu – kierunek prostopadły do rozciągłości, leżący w płaszczyźnie stropu lub spągu pokładu skierowany w dół.